# Enioda

Kvadraturní detektor FM využívající eniodu/nonodu

Nonoda nebo enioda je elektronka se sedmi mřížkami, tj. celkem (mimo žhavení) devíti elektrodami, používaná jako detektor kmitočtově modulovaného signálu (FM) a jako amplitudový omezovač.
Byla vyvinuta původně pro speciální a konkrétní účely ve vojenské radioelektronice. Pro velký počet elektrod a určení pro práci na velmi vysokých kmitočtech se vyskytovaly téměř výhradně jako subminiaturní celoskleněné provedení s drátovými vývody. Z veřejnosti známých ČS typů je zástupcem eniody pouze 1Q92, používaná pro telemetrické účely. V Česku ani v Československu se enioda jako součástka v maloobchodním prodeji nikdy nevyskytla.
Coby součástka pro všeobecné použití však byla enioda vyráběna evropskými i americkými výrobci (6DT6), klon americké eniody (6Л1П) byl vyráběn i v Sovětském Svazu. Eniody byly dodávány v provedení Noval. Philips eniodu dodával i v provedení Rimlock (EQ40).
Evropští výrobci dodávali eniodu EQ80, (případně její variantu UQ80) pro použití jako FM demodulátor/limiter. Coby fázový detektor FM zvuku ve starších maďarských televizorech firmy Orion byla použita v zapojení obdobném eniodě lineární heptoda EH80.
V prvých elektronkových přijimačích barevné televize byly eniody používány pro kvadraturní detekci rozdílových barevných složek. V této funkci však byla enioda brzy vytlačena pro tento účel speciálně konstruovanými elektronkami s řízeným paprskem (gated-beam discriminator, typ 6BN6 a následné).

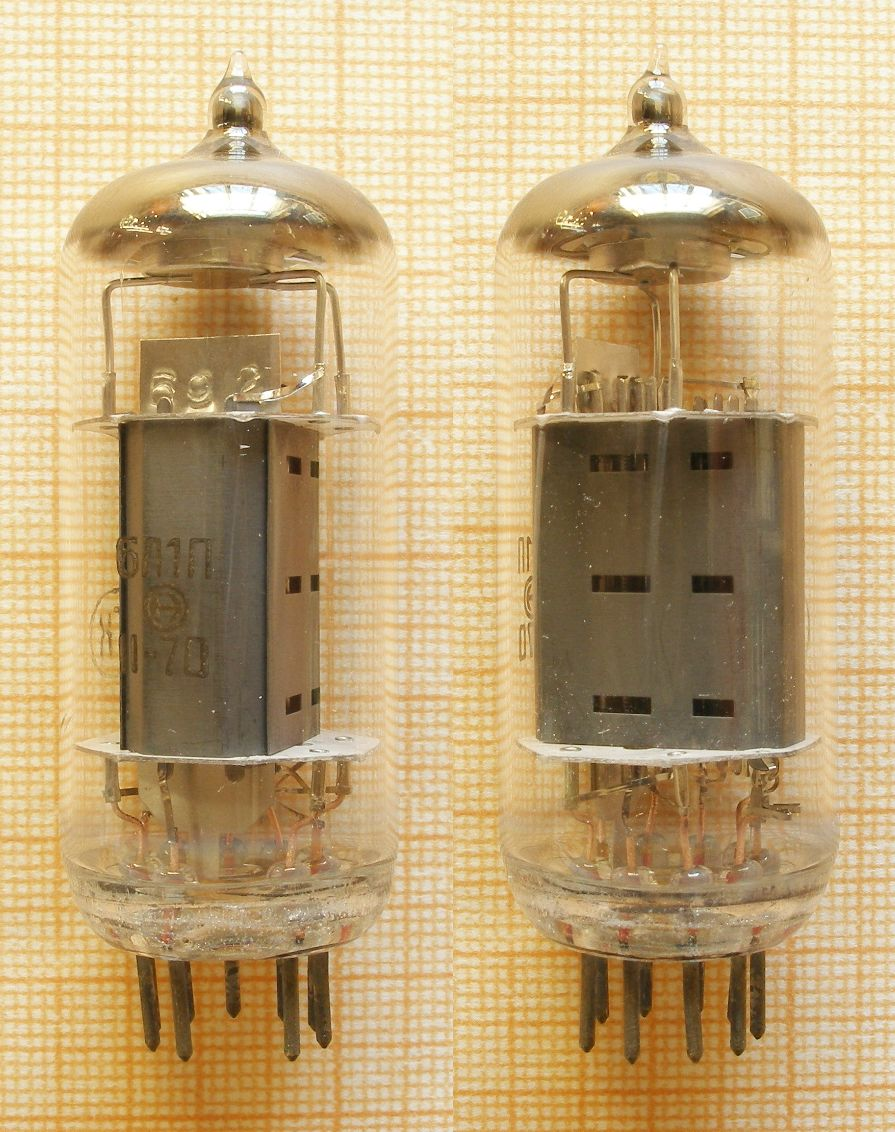
6Л1П (6L1P), sovětská verze eniody (1970)